# San Pietro Avellana
San Pietro Avellana – miejscowość i gmina we Włoszech, w regionie Molise, w prowincji Isernia.
Według danych na rok 2004 gminę zamieszkiwały 662 osoby, 14,7 os./km².